# Brax (Alto Garona)
 Brax  es una población y comuna francesa, en la región de Mediodía-Pirineos, departamento de Alto Garona, en el distrito de Toulouse y cantón de Léguevin.

## Demografía
| 307 | 458 | 902 | 1202 | 1358 | 2017 |
| Para los censos de 1962 a 1999 la población legal corresponde a la población sin duplicidades (Fuente: INSEE [Consultar]) |     |     |      |      |      |

Forma parte de la aglomeración urbana de Toulouse.

## Lugares y monumentos
- Castillo condal del siglo XIV.
- Iglesia del siglo XIX.

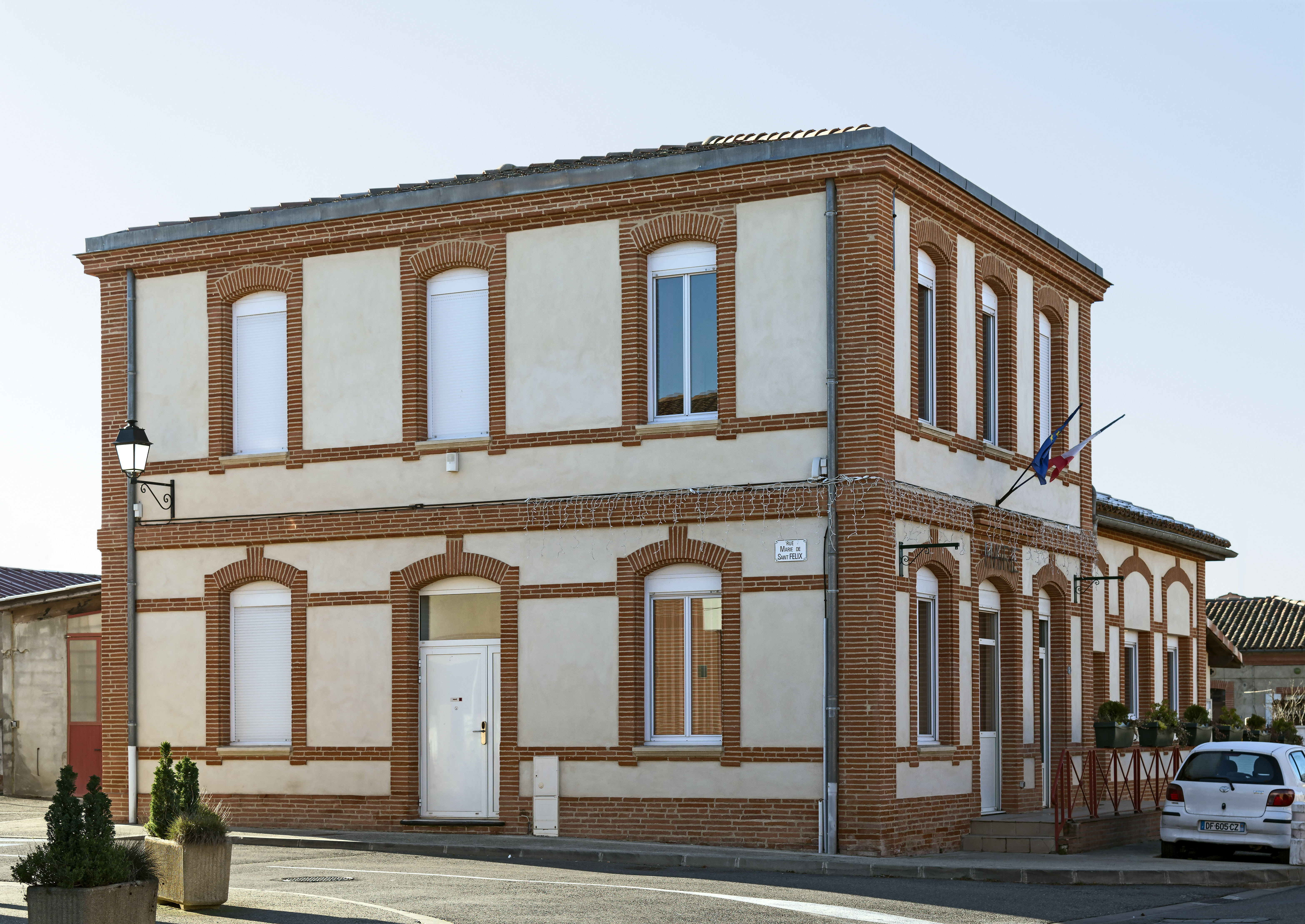
Ayuntamiento
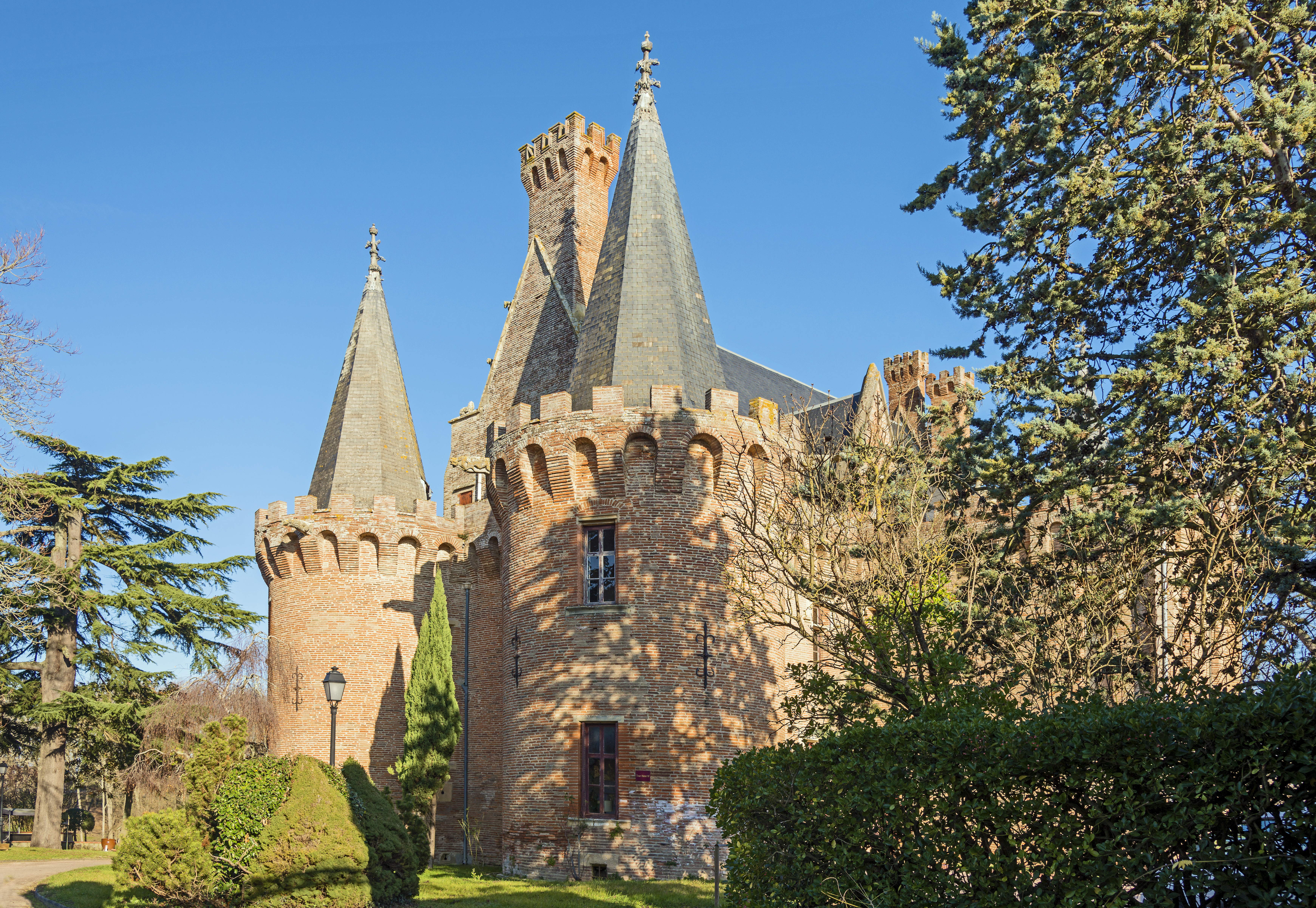
El castillo
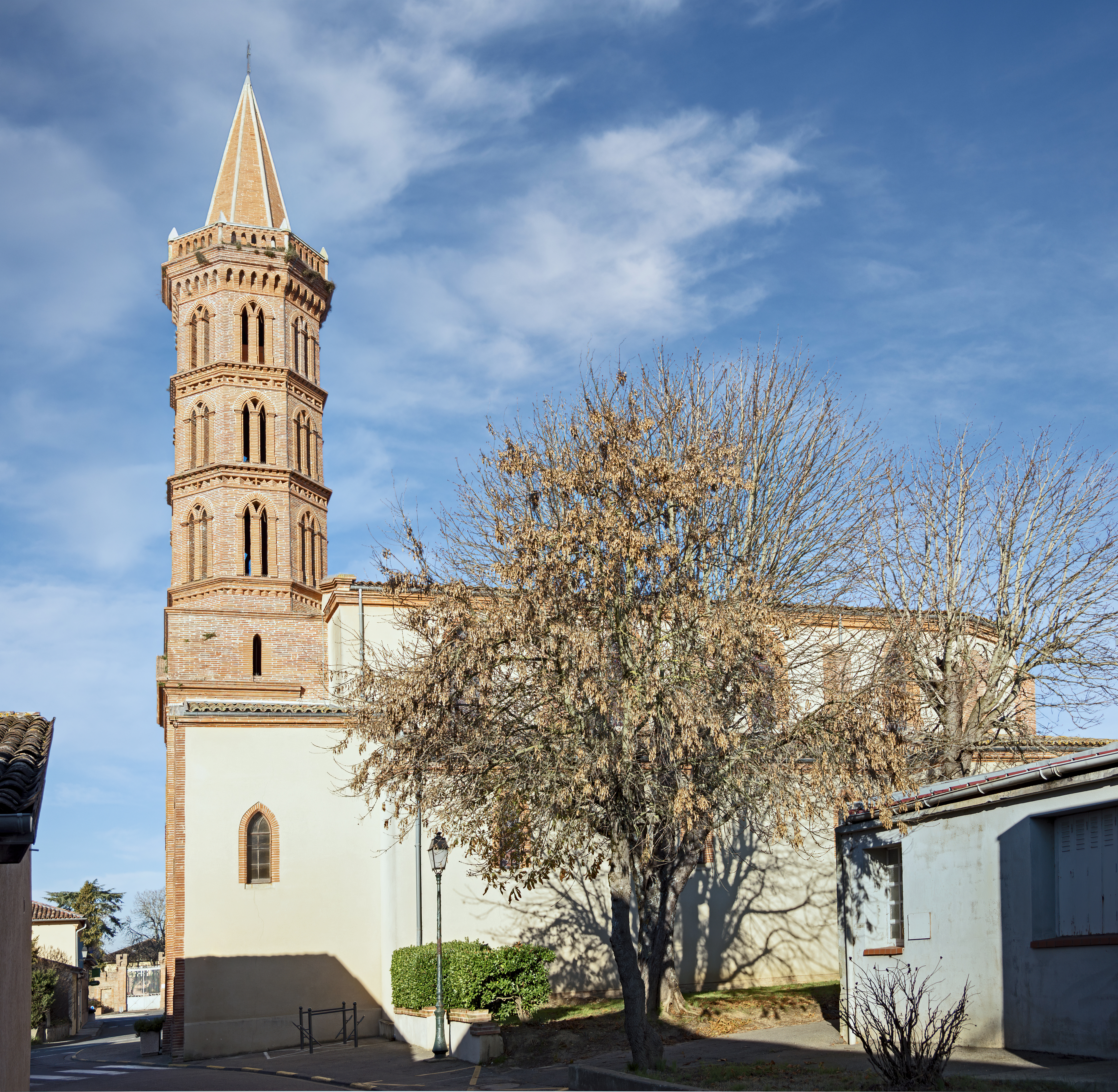
Iglesia  Saint-Orens
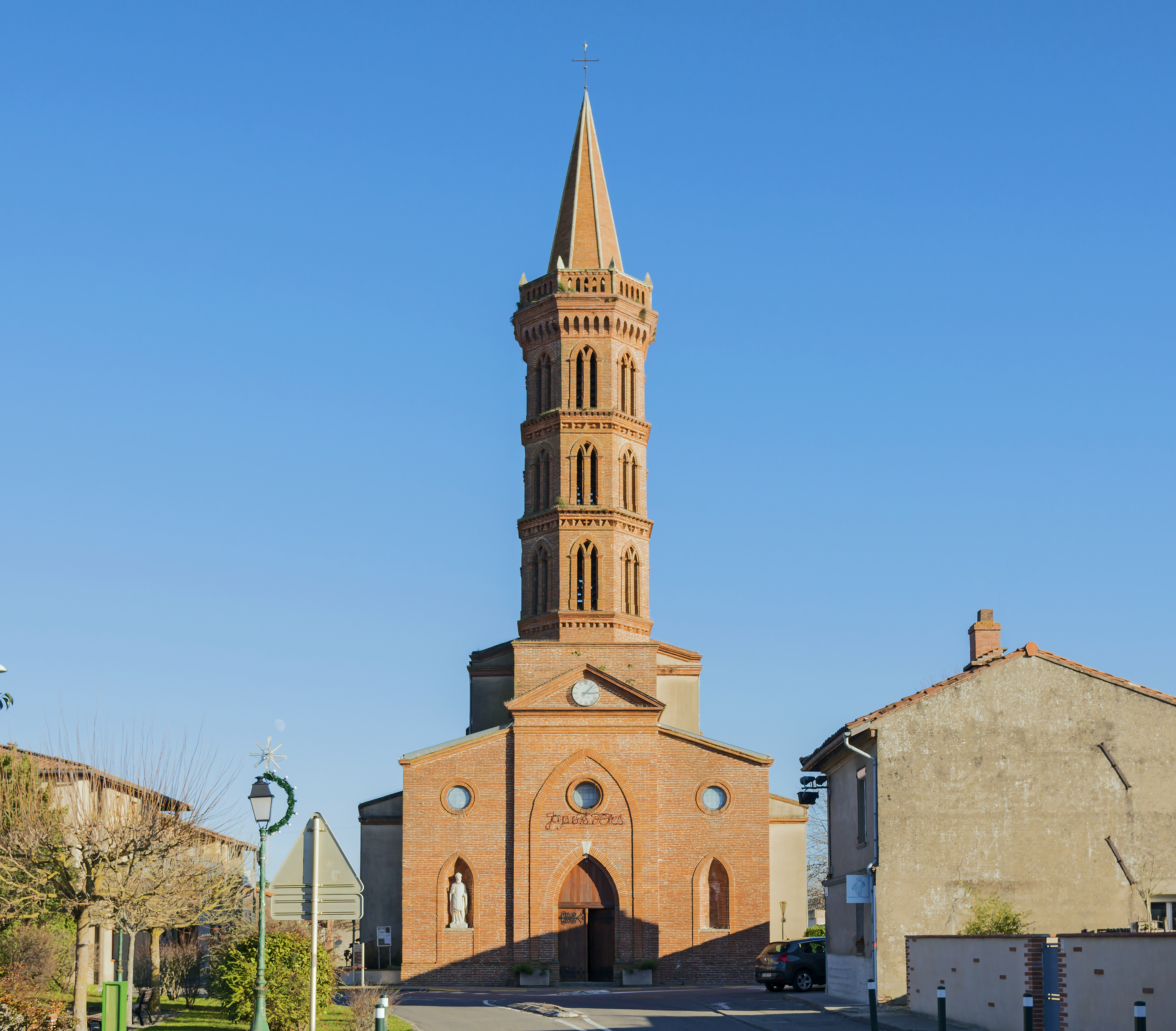
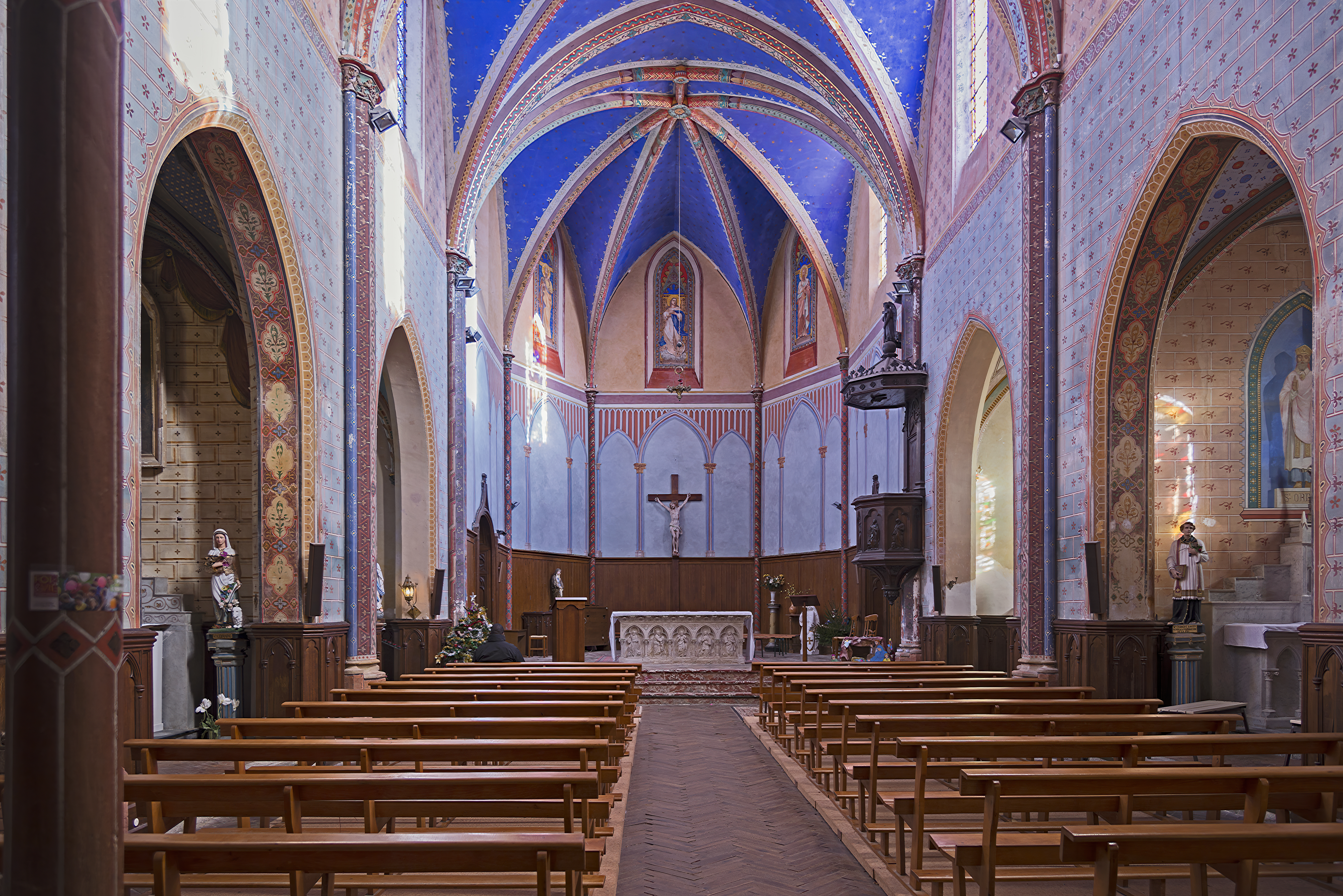
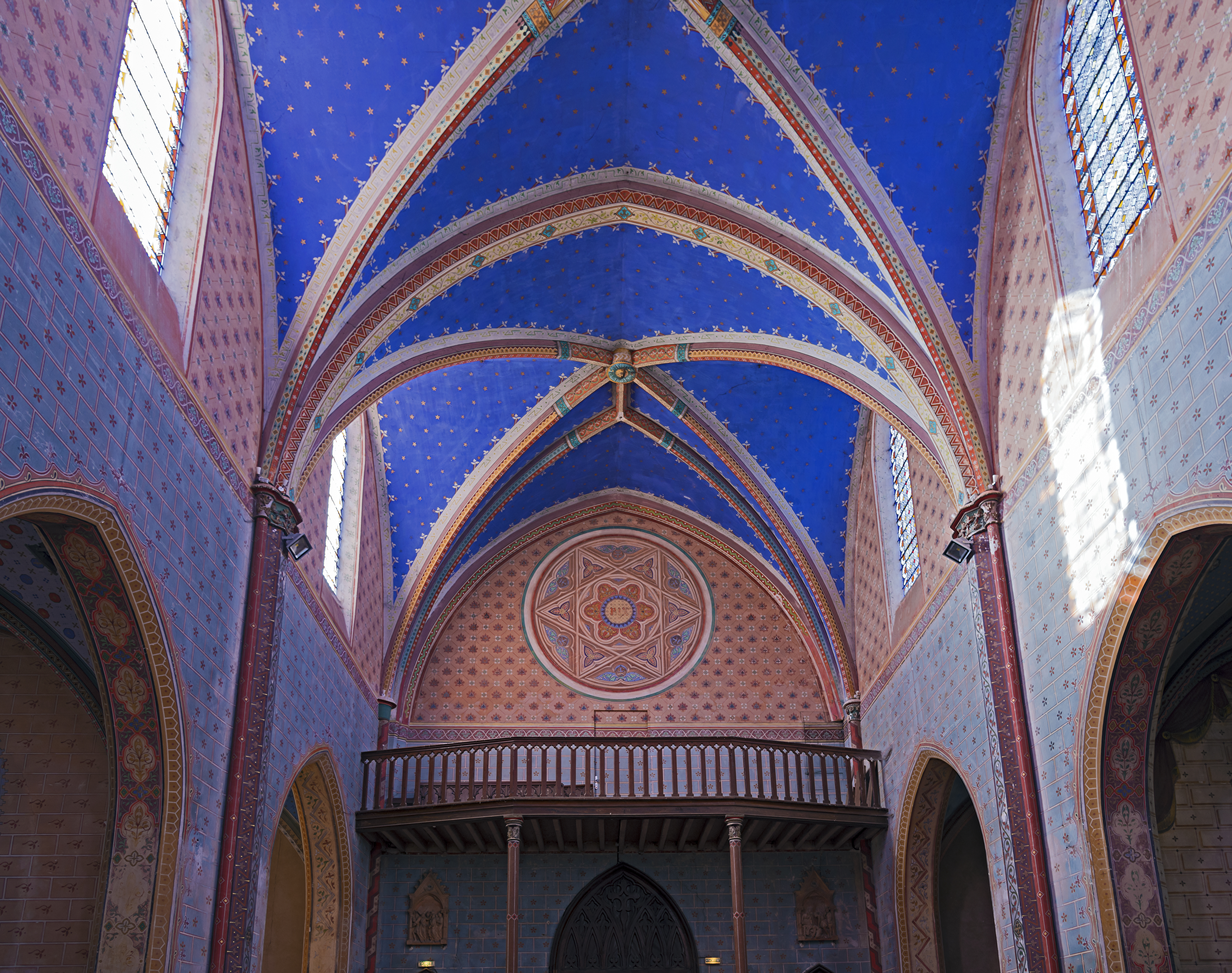